# Paolo Cardozo
Paolo Daniel Cardozo (Montevideo, 9 giugno 1989) è un ex calciatore uruguaiano, di ruolo centrocampista.